# Das Fürlines
Das Fürlines est un girls band américain, originaire de la Forêt-Noire, en Allemagne, relocalisé par la suite à New York.

## Biographie

### Période d'activité (1985–1988)
Das Fürlines est formé en 1985 dans la région de la Forêt-Noire, en Allemagne. Il est conçu comme un tribute band des Monks, sur la base d'une idée qui a vu le jour lors d'une soirée alcoolisée. Le quintette est composé de Wendy Wild au chant, au banjo et à la guitare, Holly Hemlock à la guitare et au chant, Deb O'Nair aux claviers et au chant, Liz Luv à la basse et Rachel Schnitzel à la batterie et au chant.
Peu de temps après sa formation, le groupe est relocalisé à New York et s'établit très rapidement dans la scène post-punk d'East Village. Il se fait connaître à travers ses costumes et ses prestations scéniques frénétiques. Leurs concerts incluent notamment un passage narratif et des concours de danse de polka. Sur scène, les cinq femmes apparaissent vêtues de robes tyroliennes, de ledherosen cloutées, de casques d'Attila et de couronnes en bretzel. Elles apparaissent dans des émissions télévisées comme Entertainment Tonight et Andy Warhol's 15 Minutes. Das Fürlines joue en première partie pour Frank Zappa et se produit au club new-yorkais CBGB.
Malgré leur popularité grandissante à New York, un contrat avec une maison de disques leur échappe. Le quintette sort en 1985 son premier album intitulé Das Fürlines Go Hog Wild, paru sur le propre label du groupe, Palooka Records. L'album suivant, Lost in the Translation (1986), est quant à lui explicitement sexuel. Le groupe sort deux ans plus tard un album-concept érotique, The Angry Years, inspiré par le livre Women Who Love Too Much. Les cinq membres se séparent en 1988, après une tournée aux États-Unis marquée par une série de trahisons et de luttes internes.

### Après 1988
Après la dissolution du groupe, Holly Hemlock se fait connaître sous son vrai nom, Holly George-Warren, en éditant notamment des ouvrages pour le magazine Rolling Stone. En 1992 sort Bratwurst, Bierhalls and Bustiers: The Box Set, une compilation en quatre CD contenant notamment des faces B, des raretés et des outtakes. Au début des années 1990, le groupe se reforme pour quelques concerts afin de lever des fonds destinés à payer les traitements médicaux de Wendy Wild. La chanteuse meurt d'un cancer du sein en 1996.

## Réception
Dans l'ouvrage The Rolling Stone Encyclopedia of Rock & Roll : Revised and Updated for the 21st Century, Das Fürlines y est décrit comme « l'un des groupes live les plus irrésistibles et sensuellement séduisants de la scène post-punk de New York » et comme les pionniers du « punk-polka ». Le quintette est loué par le magazine People, qui le considère comme « la fierté polka du Lower East Side »,.

## Membres
- Wendy Wild – chant, banjo, guitare
- Holly Hemlock – guitare, chant
- Liz Luv – basse
- Deb O'Nair – claviers, chant
- Rachel Schnitzel – batterie, chant

## Albums
- 1985 : Das Fürlines Go Hog Wild
- 1985 : Lost in the Translation
- 1987 : Das Fürlines Live at Paddles
- 1988 : The Angry Years
- 1992 : Bratwurst, Bierhalls and Bustiers: The Box Set